# Hermann-Ehlers-Platz

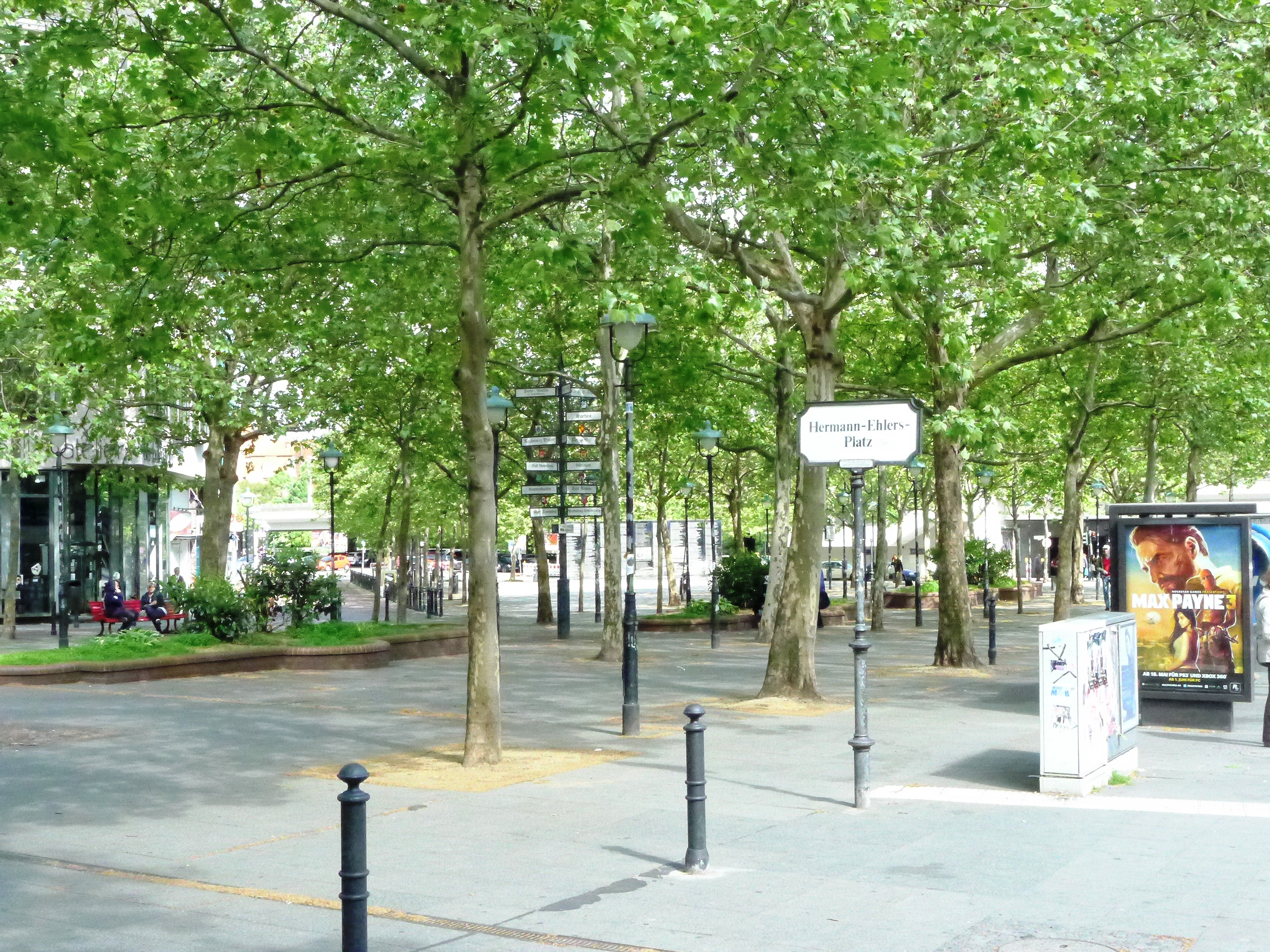
Hermann-Ehlers-Platz aus westlicher Richtung

Der Hermann-Ehlers-Platz ist ein Marktplatz vor dem Rathaus Steglitz in Berlin im Bezirk Steglitz-Zehlendorf. Der Platz wird im Norden begrenzt durch die Düppelstraße, im Osten durch die A103 im Süden durch die Albrechtstraße und dem Steglitzer Kreisel und im Westen durch die Schloßstraße und dem Rathaus Steglitz. Dreimal die Woche gibt es einen Wochenmarkt.

## Geschichte

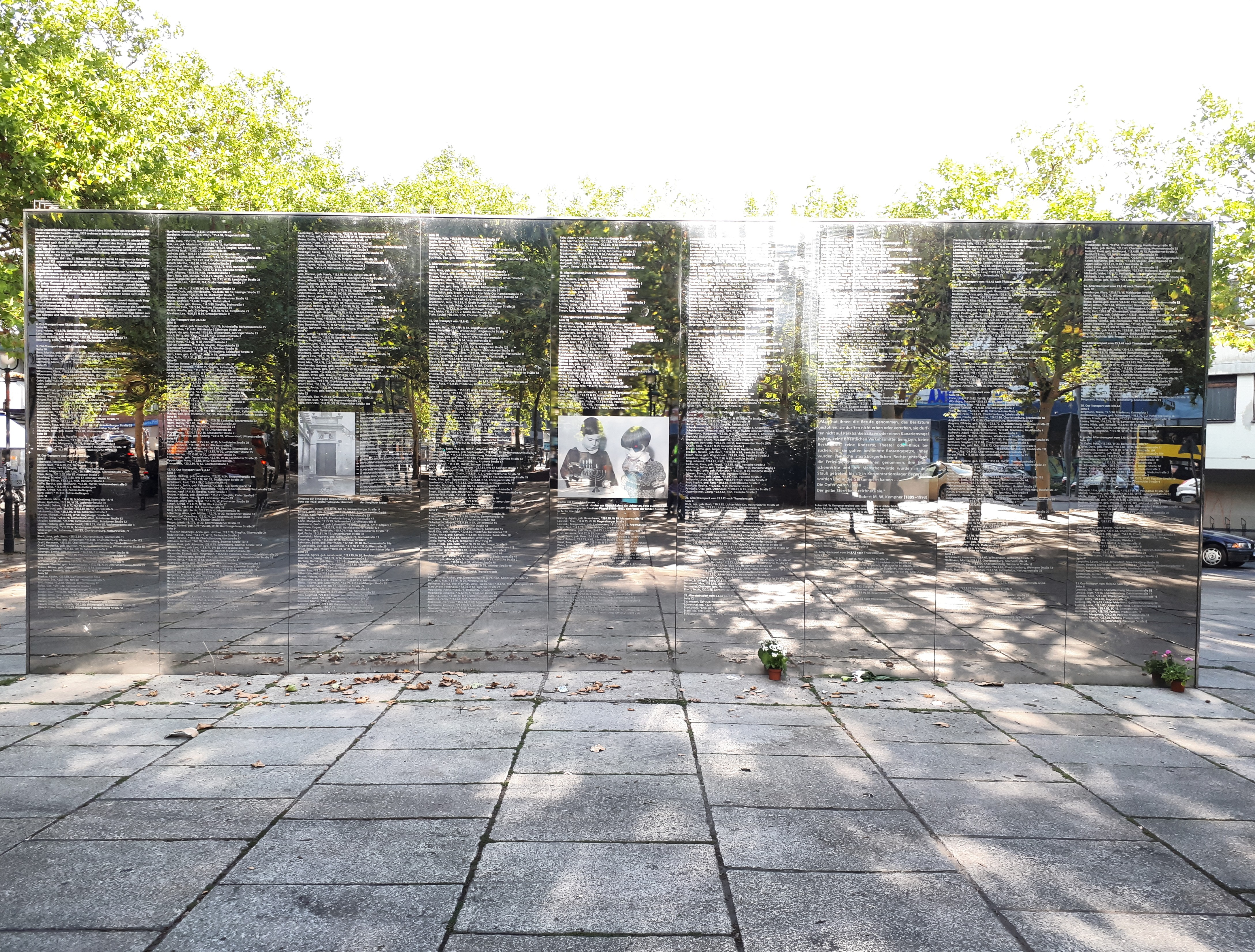
Spiegelwand

Nach der Fertigstellung vom Rathaus Steglitz wurde um das Jahr 1900 eine Grünanlage angelegt. Diese ersetzte eine zuvor dort stehende Schmiede. In der Reichspogromnacht wurde die anliegende Synagoge geplündert und verwüstet, wegen der nähe zu anliegenden Gebäuden jedoch nicht durch Feuer zerstört. Am 24. April 1945 wurde ein unbekannter deutscher Soldat von Nationalsozialisten zur Abschreckung erhängt und für mehrere Tage an dem Straßenbahnmast hängen gelassen. Heute erinnert an den Vorfall eine Gedenkstele. 1950 wurde die Fläche umgewidmet zum Parkplatz und wurde 1955 Ehlers-Platz genannt (Ab 1958 Hermann-Ehlers-Platz) nach dem ehemaligen Bundestagspräsidenten Hermann Ehlers. Erneut umgestaltet wurde der Platz im Rahmen des Baues vom Steglitzer Kreisel zwischen 1968 und 1974 von der Architektin und Bauunternehmerin Sigrid Kressmann-Zschach. Zu der 750-Jahr-Feier Berlins in den 1980ern wurde ein neuer Brunnen installiert. Auch wurden die Wappen der damaligen Steglitzer Ortsteile in den Boden gepflastert. 1995 wurde eine Spiegelwand zum Gedenken der Opfer des Holocaust auf dem Platz zentrales Element im östlichen Teil des Platzes.
2018 hat die Bezirksverordnetenversammlung von Steglitz-Zehlendorf eine Neugestaltung des Platzes mit Bürgerbeteiligung beschlossen.

## Verkehrsanbindung
Ab 1905 bis 1963 fuhr über den Platz die Straßenbahn der Gemeinde Steglitz. 1922 wurde auf dem Platz für diese eine Weichendverbindung eingerichtet. Mit der Eröffnung des U-Bahnhofes wurde auf dem Platz ein direkter Zugang zum Gleis gebaut. Direkt am Platz halten die Buslinien: 186, 282, M48, M85, 285, X83 und N9. Es gibt im Osten des Platzes einen Taxistand.